# Fulvene

Fulven, die Stammverbindung der Stoffgruppe der Fulvene

Fulvene sind eine Untergruppe der Kohlenwasserstoffe in der organischen Chemie. Systematisch kann man sie als Methylencyclopentadiene bezeichnen. Johannes Thiele hat sie als erster beschrieben.

## Darstellung
Einfache Fulvene entstehen durch Kondensation von Cyclopentadien mit Carbonylverbindungen. Am exocyclischen Kohlenstoffatom substituierte Derivate des Fulvens können aus Cyclopentadien und anderen Carbonylverbindungen (z. B. Aldehyde – wie Acetaldehyd – oder Ketone) hergestellt werden.

## Eigenschaften
Fulvene sind intensiv gefärbte und sehr reaktive Verbindungen, die als Synthesebausteine und Liganden in Organometallverbindungen genutzt werden können. Die Stammverbindung der Stoffgruppe ist das namensgebende Fulven (5-Methylen-1,3-cyclopentadien), eine hochgiftige, gelbliche, ölige Flüssigkeit, die leicht polymerisiert. Die Fulvene wurden 1900 von dem Chemiker Johannes Thiele entdeckt. Fulven selbst besitzt eine gelbe Farbe, Dimethylfulven ist leuchtend orange. Fulvene zeichnen sich durch gekreuzt konjugierten Doppelbindungen aus und gehören wie die Azulene zu den Kohlenwasserstoffen mit nichtalternierendem Konjugationssystem. Sie haben beachtliche Dipolmomente und weisen eine geringe Resonanzenergie auf und sind demzufolge recht reaktionsfähig. Sie verhalten sich wie Zwischenstufen zwischen aromatischen und ungesättigten aliphatischen Verbindungen. Sie sind leicht hydrierbar und unterliegen der Autoxidation und Polymerisation. Andererseits gehen sie im Fünfring Substitutionsreaktionen wie Aromaten ein. Zur Verbindungsklasse der Fulvene gehören im weiteren Sinne auch die Fulvalene, Pentalene und andere kondensierte Systeme wie Azulene.